# Охотский сельский совет
Охотский сельский совет (укр. Охотська сільська рада, крымскотат. Ali Keç köy şurası) — административно-территориальная единица в Нижнегорском районе в составе АР Крым Украины (фактически до 2014 года), ранее до 1991 года — в составе Крымской области УССР в СССР, до 1954 года — в составе Крымской области РСФСР в СССР, до 1945 года — в составе Крымской АССР РСФСР в СССР. Население по переписи 2001 года составляло 1703 человека, площадь совета — 38 км². Территория сельсовета находится в центральной части района, в степном Крыму.
К 2014 году сельсовет состоял из 2 сёл:
- Охотское
- Родники

## История
Охотский сельский совет (как Аликеченский) был создан в начале 1920-х годов в состав Ичкинского района Феодосийского уезда. 11 октября 1923 года, согласно постановлению ВЦИК, в административное деление Крымской АССР были внесены изменения, в результате которых округа были отменены, Ичкинский район упразднили, включив в состав Феодосийского. По результатам всесоюзной переписи 17 декабря 1926 года Аликеченский сельский совет включал 6 населённых пунктов с населением 788 человек.
Постановлением ВЦИК «О реорганизации сети районов Крымской АССР» от 30 октября 1930 года был создан Сейтлерский район (по другим сведениям 15 сентября 1931 года) и совет передали в его состав. Указом Президиума Верховного Совета РСФСР от 21 августа 1945 года Аликечский сельсовет был переименован в Охотский. С 25 июня 1946 года совет в составе Крымской области РСФСР, а 26 апреля 1954 года Крымская область была передана из состава РСФСР в состав УССР. На 15 июня 1960 года в составе сельсовета числились населённые пункты:

| - Давыдовка - Кирсановка - Охотское | - Родники - Цветущее |

Тот же состав сохранялся на 1968 год, к 1977 году была упразднена Давыдовка. Между 1 июня 1977 года и 1985 годом (в перечнях административно-территориальных изменений после этой даты не упоминается) образован Лиственский сельский совет, в который передали Кирсановку и Цветущее и совет обрёл окончательный состав. С 12 февраля 1991 года сельсовет в восстановленной Крымской АССР, 26 февраля 1992 года переименованной в Автономную Республику Крым. С 21 марта 2014 года в составе Крыма аннексирован Россией. Законом «Об установлении границ муниципальных образований и статусе муниципальных образований в Республике Крым» от 4 июня 2014 года территория административной единицы была объявлена муниципальным образованием со статусом сельского поселения.